# Michalis Souyioul

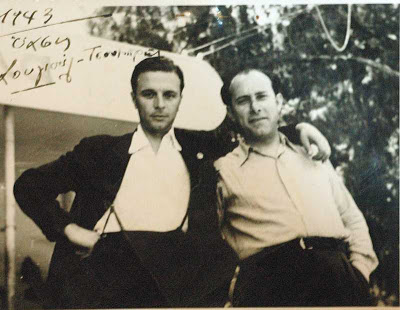
Michail Sougioultzoglou (rechts im Bild) im Jahr 1943

Michail Sougioultzoglou (griechisch: Μιχαήλ Σουγιουλτζόγλου [mixaˈil suʝulˈdzoɣlu]; * 1. August 1906; † 16. Oktober 1958), bekannt unter dem Künstlernamen Michalis Souyioul (Griechisch: Μιχάλης Σουγιούλ [miˈxalis suˈʝul]) war ein griechischer Komponist von Unterhaltungs- und Filmmusik in der ersten Hälfte des 20. Jahrhunderts.

## Biographie
Michalis Souyioul wurde am 1. August 1806 in Aydın im Hinterland der südlichen Ägäis im damaligen Osmanischen Reich geboren. Er stammte aus einer Familie wohlhabender Gerber. Diese emigrierte 1920 nach Athen. Er war mit der bekannten griechischen Photographin Elli Sougioultzoglou-Seraidari (Nelly) verwandt.
Zunächst arbeitete er als freiberuflicher Pianist und ging später nach Marseille, um dort Musik zu studieren. Ab 1931 tourte er mit einem argentinischen Orchester durch Europa.
In der Zwischenkriegszeit und den 1950er Jahren war er als Komponist extrem produktiv und schrieb über 700 Songs in unterschiedlichen Musikstilen (Tango, Walzer, Serenaden, Folk, Laiko, Romanzen unter anderem). Seine Kompositionen gehörten zu den beliebtesten Stücken jener Zeit. Er arbeitete dabei mit einigen der bekanntesten griechischen Textdichter (wie Alekos Sakellarios), Sänger und Sängerinnen (Sofia Vembo, Nikos Gounaris, Tony Maroudas, Stella Greka) dieser Zeit zusammen.
Er komponierte auch die Musik für 45 griechische Theaterproduktionen und für die folgenden 11 Filme:
| Jahr | Filmtitel                     | Regisseur           |
| ---- | ----------------------------- | ------------------- |
| 1951 | Die, die nicht lieben sollten | Alekos Sakellarios  |
| 1952 | Der Andere                    | Alekos Sakellarios  |
| 1953 | Santa Tzikita                 | Alekos Sakellarios  |
|      | Die Puppe                     | Giorgos Tzavellas   |
| 1954 | Thasanakis, der Politiker     | Alekos Sakellarios  |
| 1955 | Fest, Geld und Liebe          | Nikos Tsiforos      |
| 1957 | Der Frauenheld                | Nikos Tsiforos      |
| 1958 | Wir haben ein Leben           | Giorgos Tzavellas   |
|      | Der Sammler                   | Philippos Phylaktos |
|      | Melpo                         | Frixos Eliades      |
| 1959 | Das Geschäft mit den Quasten  | Panos Glykofrydis   |

Michalis Souyioul starb an einem Schlaganfall am 16. Oktober 1958 in Athen. Sein Grab befindet sich auf dem Ersten Athener Friedhof (griechisch Πρώτο Νεκροταφείο Αθηνών Próto Nekrotafío Athinón). 2022/23 wurde zu seinen Ehren die Musikrevue Souyioul...for a night produziert.

## Nachkommen
Michalis Souyioul hatte vier Kinder: die Töchter Maria, Iro und Aliki und den Sohn Thanos. Thanos Souyioul (* 1942) war Schauspieler, der z. B. mit Aliki Vougiouklaki zusammenarbeitete. In den frühen 1960er Jahren war er außerdem Mitglied der griechischen Pop-Band The Juniors. Thanos starb bei einem Autounfall am 10. Oktober 1965 zusammen mit seiner Verlobten, dem Manager der Band, G. Krasoudis, und dessen Frau.